# Josip Kosmatin

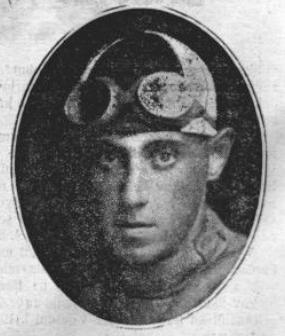
Josip Kosmatin

Josip Kosmatin (* 22. Dezember 1897 in Ljubljana; † 11. September 1961 ebenda) war ein jugoslawischer Radrennfahrer.

## Sportliche Laufbahn
Kosmatin (auch Ivan Kosmatin) war Straßenradsportler. 1924 startete er für Jugoslawien bei den Olympischen Sommerspielen in Paris und wurde im olympischen Straßenrennen als 37. klassiert. In der Mannschaftswertung kam Jugoslawien Ivan Kosmatin, Milan Truban, Đuro Đukanović und Koloman Sović auf den 10. Rang.
1927 wurde Kosmatin Zweiter bei der nationalen Meisterschaft im Straßenrennen.